# Dichromodes lygrophanes
Dichromodes lygrophanes là một loài bướm đêm trong họ Geometridae.